# Trương (họ)
Trương (giản thể: 张 ; phồn thể: 張) là một họ của người Việt Nam. Họ Trương cũng có tại Trung Quốc (Zhang), Triều Tiên / Hàn Quốc (Jang), Đài Loan (Chang), và Singapore (Chong).  Trong sách kỷ lục Guinness xuất bản năm 1990, Họ Trương giành kỷ lục họ nhiều người nhất thế giới. Ba họ có số người đông nhất thế giới là Trương, Lý và Vương với tỉ lệ dân số mang các họ này ở Trung Quốc là 7,9%, 7,4% và 7,1%, mỗi họ có số dân ~100 triệu người.

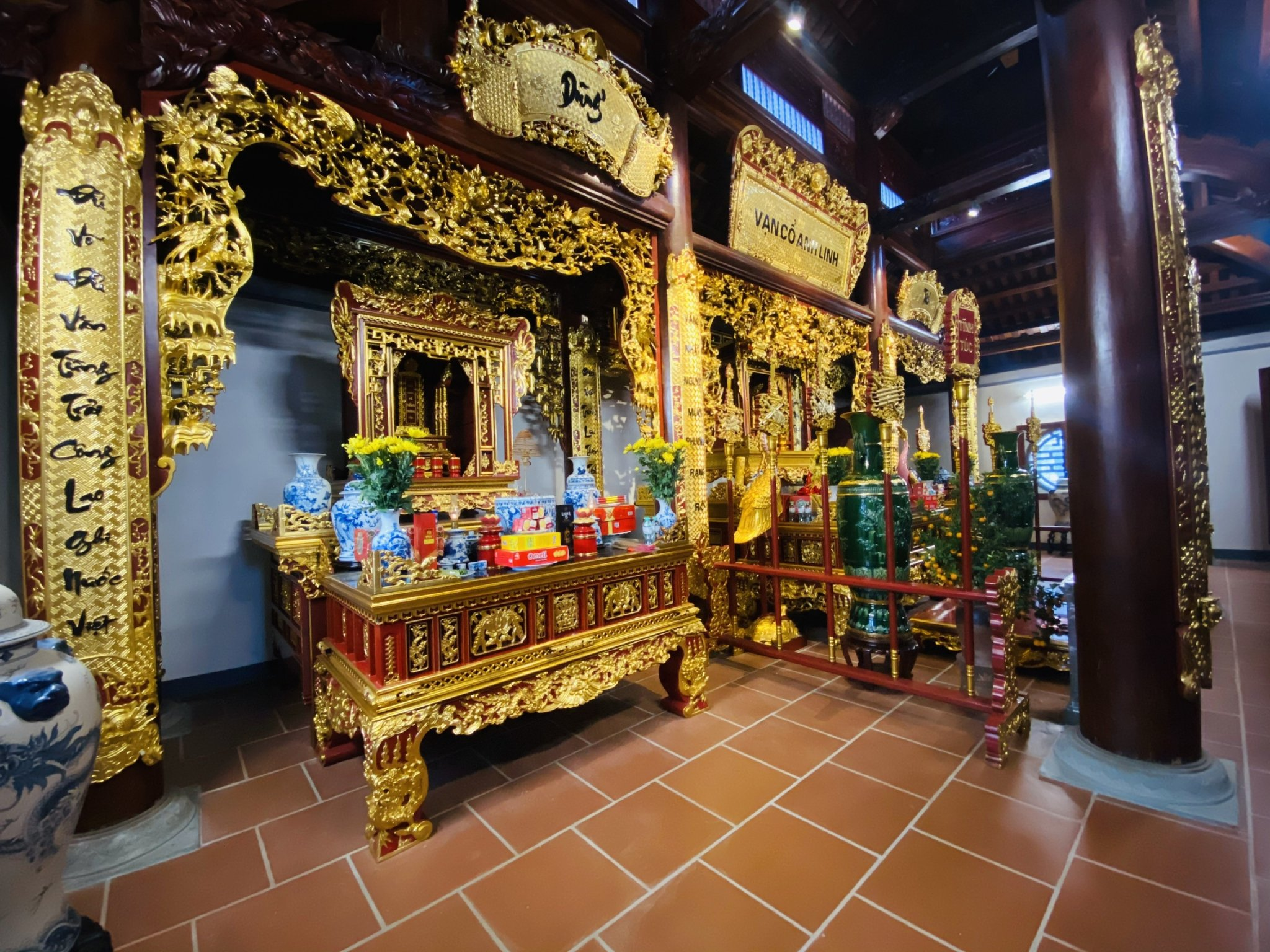
Một ban thờ Nhà thờ họ Trương Việt Nam

Ở Việt Nam số người mang họ Trương chiếm tỷ lệ 2.2% dân số với khoảng hơn 2 triệu người, chủ yếu người Kinh và các dân tộc Hoa, Chăm, Thổ, Sán Dìu, Nguồn, Co. Hội đồng họ Trương Việt Nam được thành lập từ năm 2006, có trụ sở làm việc tại Hà Nội và nhà thờ họ Trương Việt Nam được xây dựng tại phường Ninh Mỹ, thành phố Hoa Lư, Ninh Bình.

#### Thời phong kiến

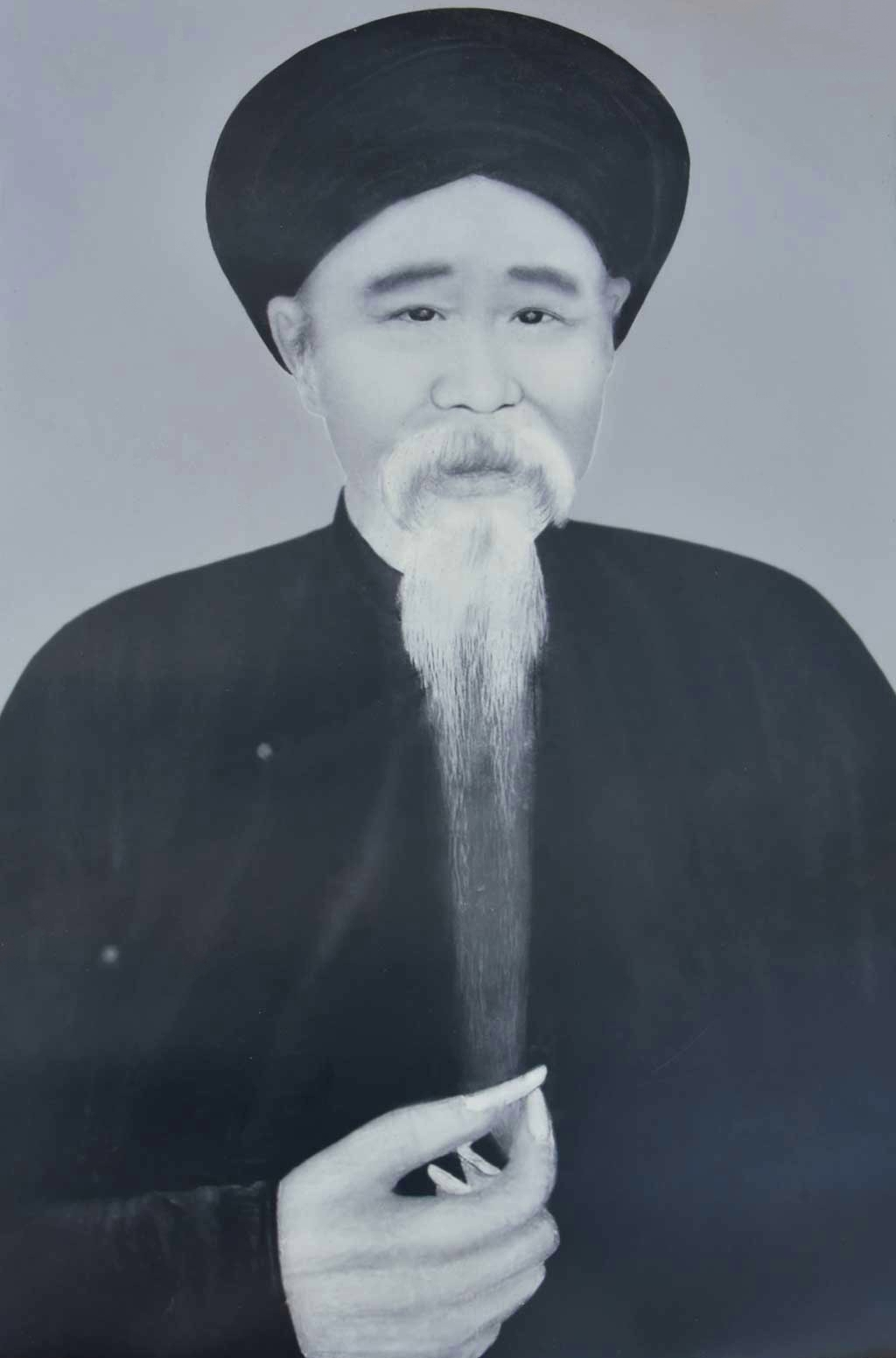
Trương Đăng Quế

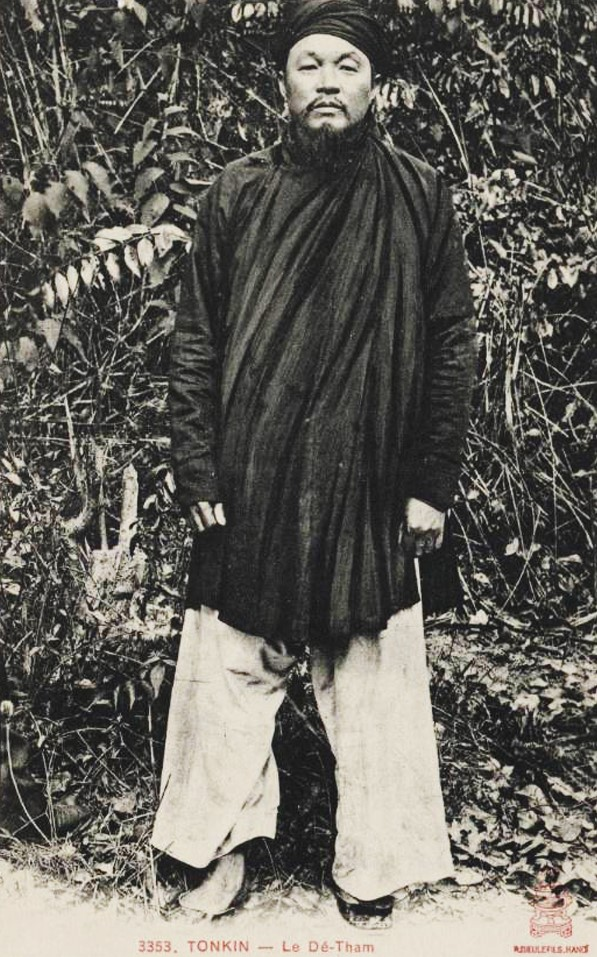
Lãnh tụ Hoàng Hoa Thám tức Trương Văn Nghĩa

#### Chính trị gia

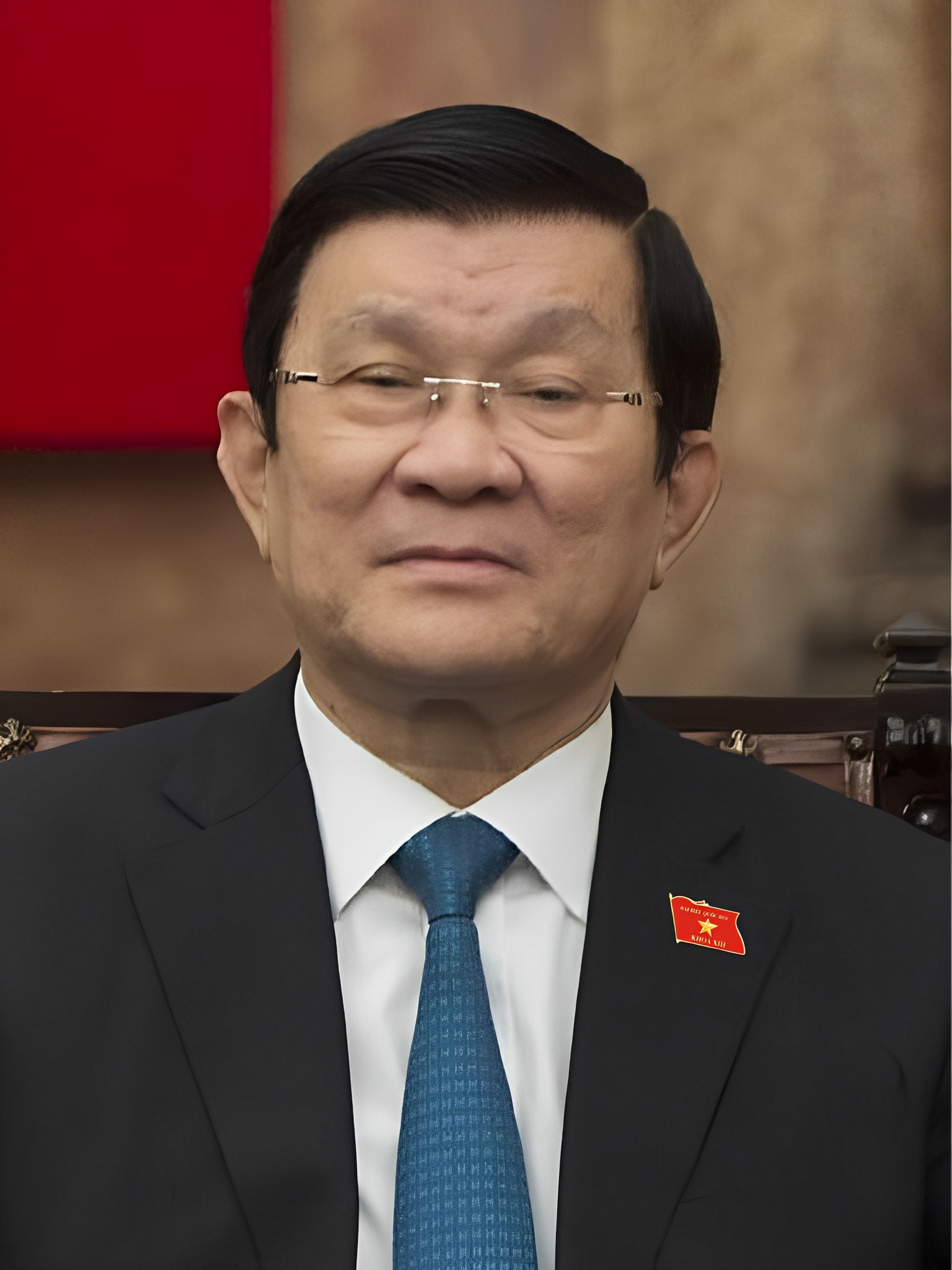
Chủ tịch nước Trương Tấn Sang

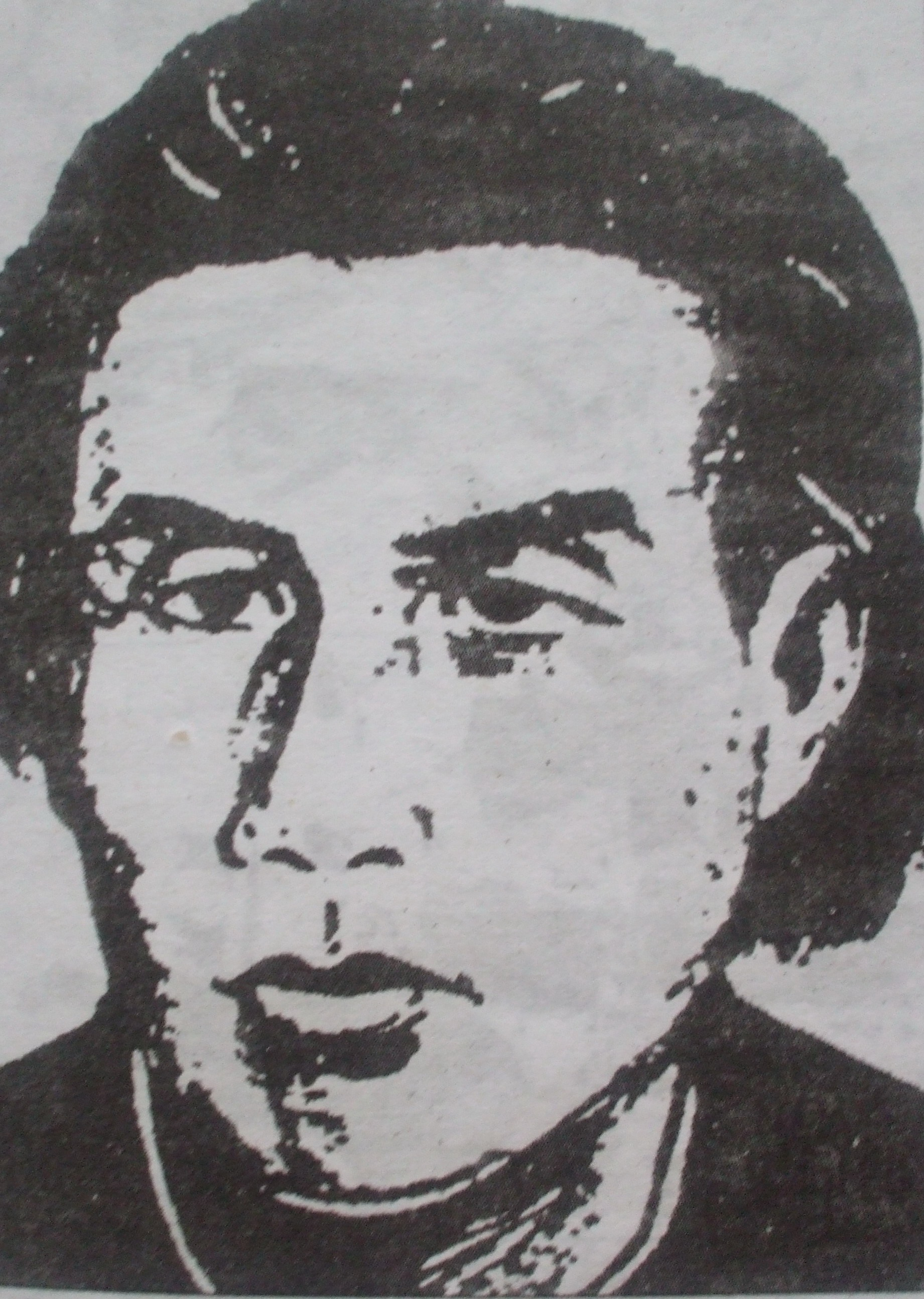
Trương Định

## Chiết tự
Chữ Trương có nhiều nghĩa:
- Sổ sách: Trương mục
- Nợ tiền: Hoàn trương
- Mở, trải rộng, làm cho lớn lên: Khoa trương, trương cung... Chữ Trương trong họ Trương là theo nghĩa này.
- Mở cơ sở làm ăn: Khai trương